# 姪浜タクシー
姪浜タクシー（めいのはまタクシー）は、福岡県福岡市西区を中心にタクシー、乗合バスを運行する事業者で、他の2社と共同で西タク無線グループを構成している。
本社を福岡県福岡市西区小戸4丁目19番地20号に置き、タクシーの全車両を同一施設で管理している。

## タクシー事業
弥生タクシー（福岡市早良区）、大池タクシー（同城南区）の2社とともに西タク無線グループを構成し、同グループの中核的事業者となっている。車両は小型車とジャンボタクシーを保有している。車種はトヨタ車（小型車はジャパンタクシー、ジャンボタクシーはハイエース）に統一されている。車体色は白一色、又は少数の黒一色がある。かつては玄海タクシー（現・福交無線加盟）・周船寺タクシー・富士タクシーも西タク無線グループに加盟していた。
2002年7月1日より上記3社とともに850m以内の運賃を350円に値下げしていたが、現在は中止しており、標準的な初乗り運賃（小型車1,064mまで670円）となっている。9,000円以上の区間における遠距離割引制度（10%割引）も設けている。

## バス事業

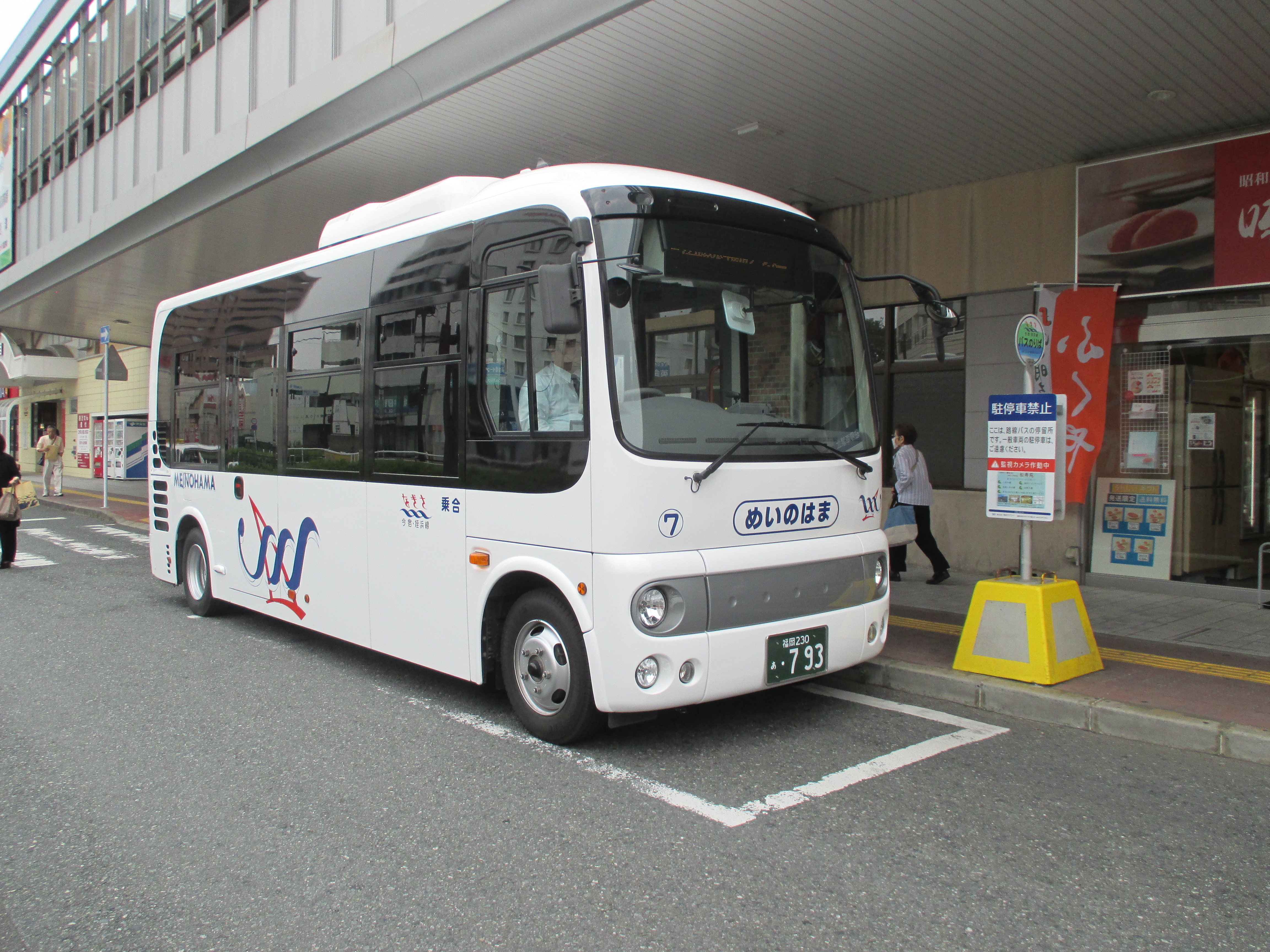
今宿姪浜線「なぎさ号」

### 今宿姪浜線乗合マイクロバス「なぎさ号」
2006年11月1日に昭和バス路線の一部区間が廃止となったことにより、今宿地区の公共交通が消滅することからその代替として運行開始された路線である。廃止区間の一部で2006年11月1日より1年間（当初は2007年3月31日までであったが延長）、「福岡市西部乗合タクシー・マイクロバス社会実験協議会」を運営主体とし、姪浜タクシーが運行主体で社会実験を行った。試行期間終了後の2007年11月1日より福岡市から補助金を得て本格運行に移行した。
愛称は「なぎさ号」。

#### 運行ルート
停留所は以下の通り。
姪浜駅北口 - 姪の浜 - 小戸 - 九大宿舎前 - 生の松原 - 生の松原海岸 - 大谷 - 長垂海浜公園前 - 今宿郵便局前 - 今宿駅 - 今宿（三菱電機正門前）【姪浜駅行き】/今宿（ナフコ今宿店前）【今宿野外活動センター行き】 - 青木入口 - 青木 - 上青木 - 本村 - 叶嶽宮前 - 叶町 - 今宿野外活動センター
姪浜 - 今宿駅間では旧国道202号を海岸沿いに東西に進み、今宿駅 - 今宿野外活動センター間では今宿駅と叶岳・高祖山北麓の住宅地の間を南北に進む。
基本的には昭和バスが運行していた姪浜 - 今宿間と今宿 - 今宿野外活動センター間をつないだ形となっており、停留所も昭和バスのものを使用しているが、運行開始にあたり以下の点が変更された。
- 姪浜の停車地は旧国道202号上から姪浜駅北口のタクシー乗り場近くに変更。
- 長垂バス停は利用者僅少のため設置せず。
- 長垂海水浴場前バス停の名称を「長垂海浜公園前」に変更。
- 今宿の停車地は今宿バスセンター・今宿停留所（国道202号沿い）から今宿駅前の道路に変更。

停留所の表示板は昭和バスのものを流用しているが、新設された姪浜駅北口と今宿駅では表示板を新製している。

#### 運行本数
- 姪浜駅 - 今宿野外活動センター：平日1日9往復、土日祝日8往復
- 今宿駅 - 今宿野外活動センター（区間便）：平日のみ1日2往復

平日の始発便と終着便各1往復のみ今宿駅発着で、それ以外は姪浜駅 - 今宿野外活動センター間の運行。

#### 運賃
区間制。運賃区間は姪浜駅 - 生の松原海岸、大谷 - 青木入口、青木 - 今宿野外活動センターの3区間に分かれている。同一区間内または隣接停留所までの移動の場合は160円（小学生・障害者110円）、2つの区間にまたがる移動の場合は260円（同160円、ただし青木 - 今宿駅は160円）、3つの区間にまたがる移動の場合は360円（同210円）。いずれも乳幼児は無料。
運賃は前払い方式。利用区間を自己申告して支払う。両替機や整理券発行機は設置されていない。160円・260円区間に限り、11枚綴りで10枚分の価格の回数券がある。
2012年9月1日より日祝日に限り一日乗車券「なぎさ号通行手形」を発売している。

#### 車両

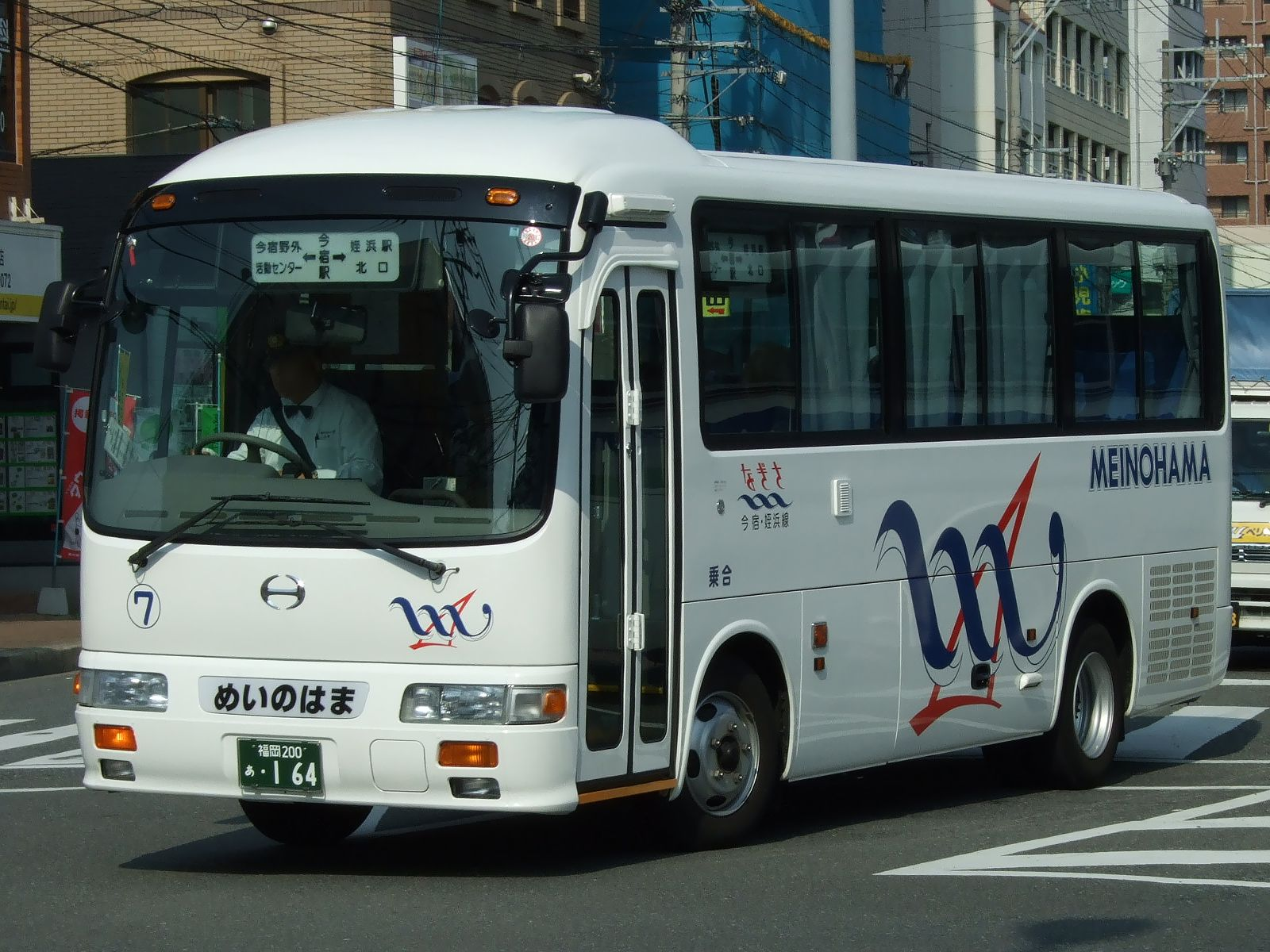
初代専用車

現行の専用車は日野・ポンチョ。2015年12月21日に披露会を行いその後運行開始した。
運行開始当初はマイクロバスにマグネットシートを取り付けて使用し、2008年1月10日からは27人乗りの日野リエッセを専用車として導入し、上記の2代目専用車に代替されるまで使用された。
ただし、マグネットシートを取り付けたマイクロバスが代走する場合もある。

#### 歴史
- 2006年11月1日 運行開始。平日・土日祝日ダイヤの区別なく1日10往復（うち区間便1往復）。
- 2007年11月1日 本格運行に移行。運賃を大人1区間100円→150円、2区間200円→250円、3区間300円→350円に値上げ。バス停名改称「生の松原海水浴場前」→「生の松原海岸」。
- 2012年4月1日 平日・土日祝日ダイヤを導入。平日11往復（うち区間便2往復）、土日祝日8往復となる。
- 2012年9月1日 一日乗車券「なぎさ号通行手形」を発売開始。
- 2014年4月1日 消費税率改定により運賃を大人1区間150円→160円、2区間250円→260円、3区間350円→360円に値上げ。
- 2015年4月1日 今宿（三菱電機正門前/ナフコ今宿店前）バス停を新設。バス停名改称「三菱電機前」→「今宿郵便局前」[3]。